# قياس الضوء الطيفي

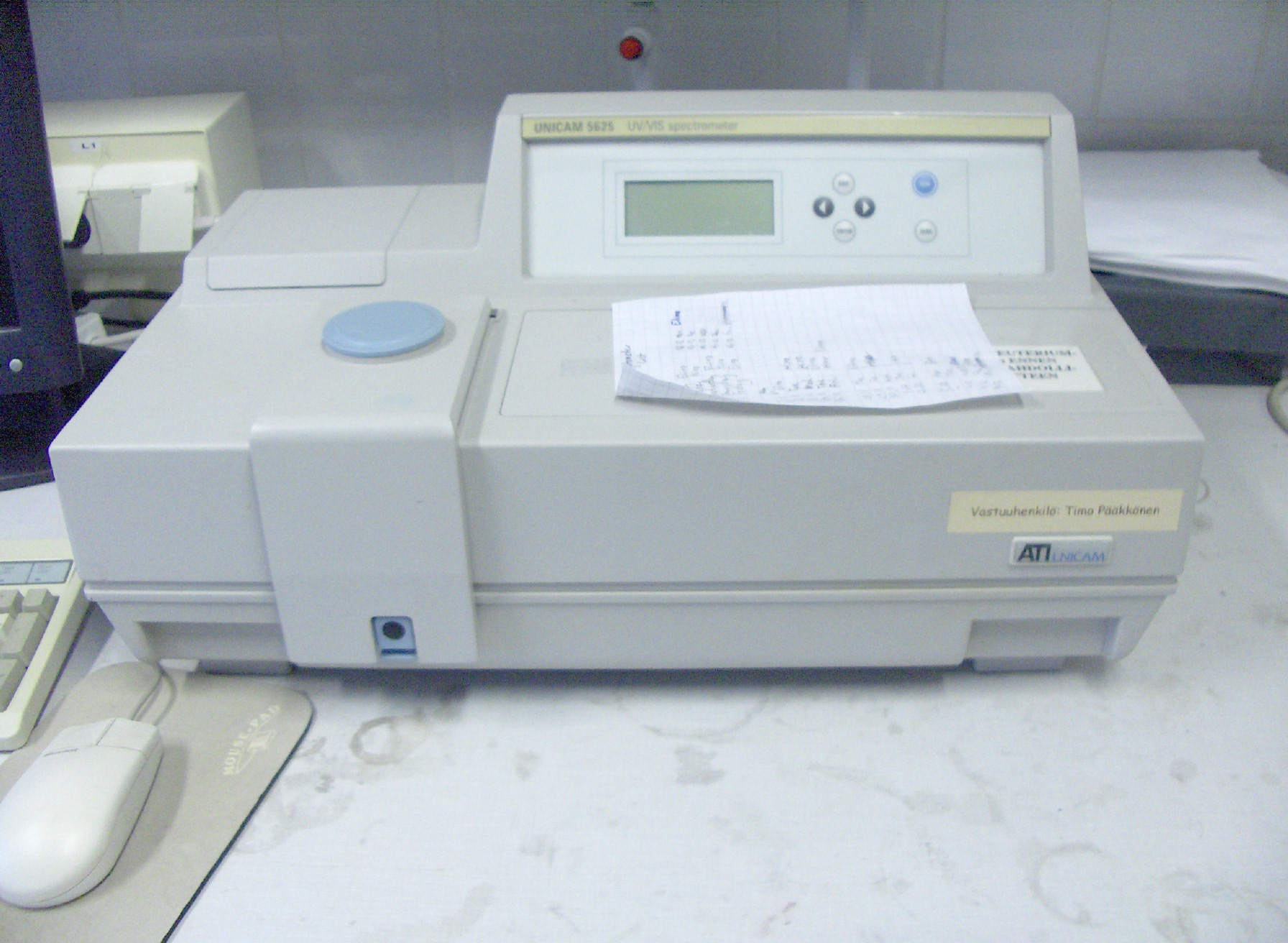
المضواء

في الفيزياء،  قياس الطيف الضوئي (بالإنجليزية: spectrophotometry)‏، هو دراسة كمية للطيف الكهرومغناطيسي. وهو أكثر تخصصًا من قياس الطيف الكهرومغناطيسي، حيث يتعامل فقط مع الضوء المرئي، وقريب فوق البنفسجي وقريب تحت الأحمر.
لقياس الضوء الطيفي يستخدم جهاز يسمى المضواء الطيفي (بالإنجليزية: spectrophotometer)‏. والمضواء الطيفي هو مضواء (بالإنجليزية: photometer)‏ (جهاز لقياس شدة الضوء) يمكنه قياس الشدة كتابع للون، أو على وجه أدق، كتابع لطول موجة الضوء.
يوجد عدة أنواع من المضواءات. وأكثر العلامات المميزة المستخدمة في تصنيف هذه الأنواع هي طول الموجة التي يعمل عليها المضواء، وتقنية القياس التي يستخدمها، وكيفية استقبال الطيف العائد أو المار ضمن العينة، ومصادر تغير الشدة التي صممت لقياسها. وصفة هامة أخرى للمضواء تتضمن عرض النطاق الطيفي (بالإنجليزية: spectral bandwidth)‏ والمدى الطولي (بالإنجليزية: linear range)‏.
ولعل أكثر استخدامات المضواء شيوعًا هي قياس امتصاص الضوء، ولكن يمكن استخدامه أيضا لقياس انتشار أو الانعكاس الطيفي.
إن استخدام المضواء ليس حكرًا على مجالات الفيزياء، فهو يستخدم أيضا في مختلف الحقول العلمية كالكيمياء، والكيمياء الحيوية، و علم الأحياء الجزيئي

## مبدأ العمل
يوجد نوعان رئيسيان من المضواء الطيفي، أحادي ومزدوج الحزمة. يقيس المضواء الطيفي مزدوج الحزمة معدل شدة الضوء وفق مساريين مختلفين للضوء، بينما يقيس المضواء الطيفي أحادي الحزمة القيمة المطلقة لشدة للضوء. ومع أن قياس المعدل أسهل وأكثر استقرارا عادة، فإن الأجهزة أحادية الحزمة لها ميزاتها. فهي ذات نطاق ديناميكي أكبر بالإضافة إلى أنها أصغر حجما.
يستخدم في المضواء الطيفي موحد للون (بالإنجليزية: monochromator)‏ لتحليل الطيف، ولكن هناك أيضا مطيافات تستخدم منظومة من أجهزة الاستشعار الضوئية، وخصوصا مطياف الأشعة تحت الحمراء. ويوجد مطياف يستخدم تقنية تحويل فورييه لتلقي المعلومات الطيفية بوجه أسرع في تقنية تسمى مطياف تحويل فورييه (بالإنجليزية: Fourier transform spectroscopy)‏.
يقيس المضواء الطيفي كميًا جزء من الضوء الذي يمر خلال محلول معين. في المضواء الطيفي، يقاد الضوء من المصباح خلال موحد اللون الذي ينتخب إحدى الأطوال الموجية من الطيف المستمر. يمرر هذا الضوء خلال العينة المراد قياسها، ثم تقاس شدة الضوء باستخدام ثنائي ضوئي الفعل أو أي كاشف ضوئي، وعندئذ تحسب النفاذية عند طول الموجة هذه.
يمكننا تلخيص ما يحدث في المضواء الطيفي بالخطوات التالية:
1. يرد الضوء من المنبع الضوئي خلال العينة.
2. تمتص العينة الضوء.
3. يلتقط اللاقط الضوئي كمية الضوء الباقية بعد مرورها خلال العينة.
4. يحول اللاقط الضوئي كمية الضوء الممتصة من قبل العينة إلى رقم.
5. ترسم النتيجة ضمن مخطط مباشرة، أو تنقل إلى حاسوب لمعالجتها (تنعيم المنحني، تصحيح الخط المرجعي).

معظم المضواءات الطيفية يجب أن تعاير في عملية تسمى التصفير (zeroing)، حيث تعتبر امتصاصية بعض المواد المرجعية كقيمة للخط المرجعي، ولذلك تسجل الامتصاصية لجميع المواد نسبة إلى مادة مبدئية مصفرة. يظهر عندها المضواء الطيفي الامتصاصية كنسبة مئوية (كمية الضوء الممتص نسبة إلى المادة الأولية) 